# Lagekostenluchtvaartmaatschappij

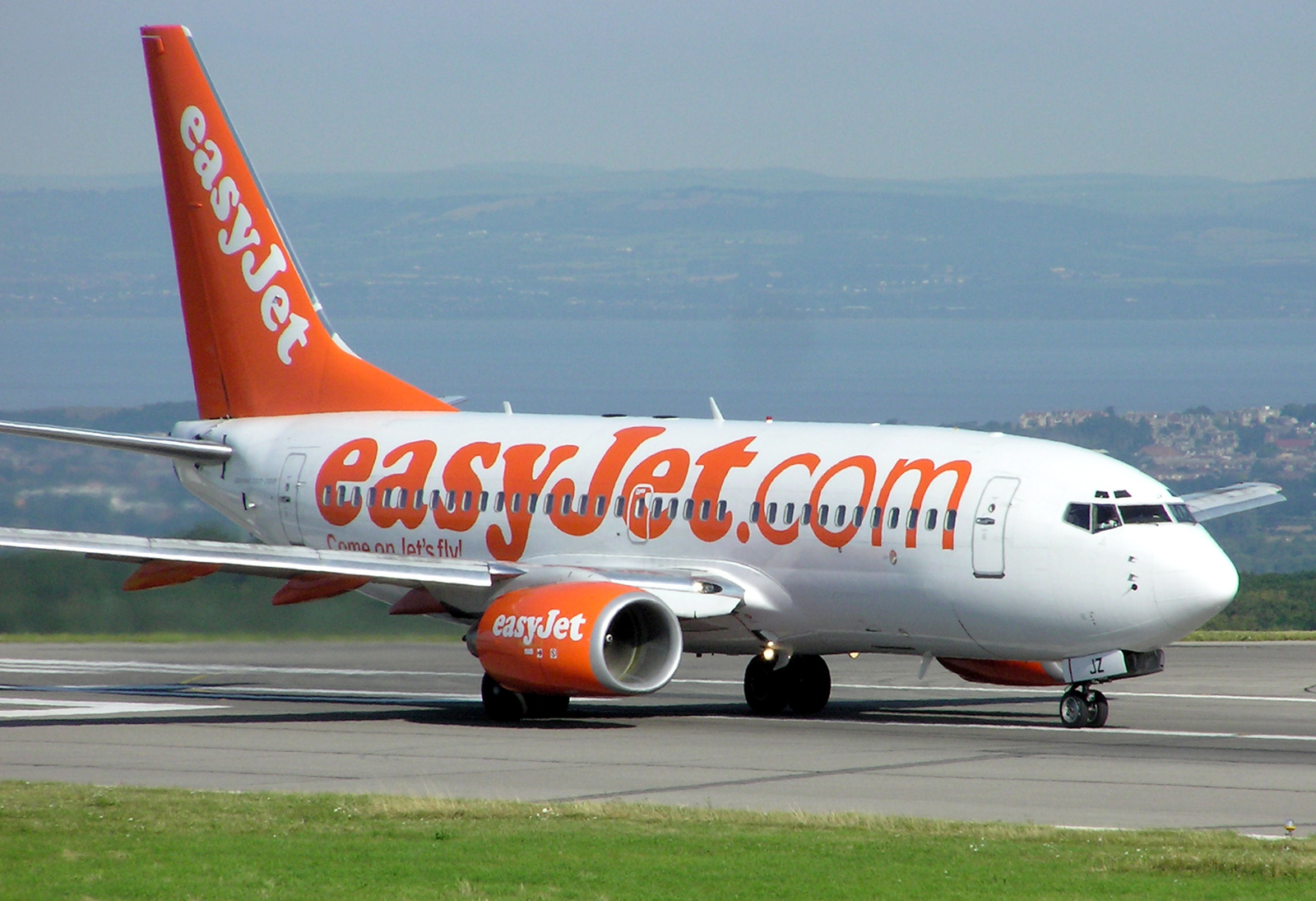
easyJet, een low-fare-maatschappij

Een lagekostenluchtvaartmaatschappij, ook wel prijsvechter, lowfare-, lowcost-, no-frills-, budget-, lowbudget-, no-nonsense- of discountmaatschappij genoemd, is een luchtvaartmaatschappij die volgens het no frills-concept werkt, waarbij de overheadkosten laag gehouden worden en de extra diensten niet bij de prijs zijn inbegrepen. 

## Kenmerken
In het algemeen zijn de kenmerken van lagekostenluchtvaartmaatschappijen:
- Directe vluchten over een korte afstand, vaak van kleinere vliegvelden met lagere luchthaven- en afhandelingskosten;
- Een gestandaardiseerde vloot van narrow-body vliegtuigen;
- De toestellen hebben slechts één reizigersaccommodatieklasse om zoveel mogelijk zitplaatsen te creëren;
- De vliegtuigen worden intensief gebruikt en de doorlooptijden op luchthavens zijn zo kort mogelijk;
- De prijs van een vliegticket is laag, maar dit wordt gecompenseerd door een hoog volume en dus hoge bezettingsgraad;
- Inzet op lage kosten voor personeel, marketing en algemene administratiekosten.
- Een minimum van diensten is in de ticketprijs inbegrepen, voor andere diensten, zoals bagagevervoer en consumpties aan boord, moet worden (bij)betaald;
- Intensief gebruik van informatietechnologie (internet) om de distributiekosten te verlagen;

Ter illustratie, het Amerikaanse Frontier Airlines vliegt uitsluitend met Airbus A320 toestellen en splitst de inkomsten op uit tickets en overige diensten. De vliegtickets worden tegen een lage prijs aangeboden, maar de passagier betaalt voor elke extra dienst die het wil afnemen. In 2023 leverde een passagier gemiddeld US$ 119 aan inkomsten op voor de maatschappij, waarvan de ticket US$ 42 was en de overige diensten US$ 77. Ruim twee derde van de tickets worden verkocht via internet of de Frontier app. Beide zijn zeer goedkope verkoop- en distributiekanalen.
Het concept werd omstreeks de jaren zeventig voor het eerst geïntroduceerd. In de Verenigde Staten is Southwest Airlines een pionier die dit bedrijfsmodel volgt. In Noord-Amerika hebben de lagekostenluchtvaartmaatschappijen ongeveer een marktaandeel van 30% van de totale zitplaatscapaciteit op vluchten over een korte afstand en in Europa ligt dit rond de 40%. Sinds ongeveer 2000 zijn ze sterk in opkomst in Azië, in sommige markten, waaronder India hebben ze meer dan 60% van de capaciteit in handen.
Een latere ontwikkeling is de uitbreiding van lagekostenluchtvaartmaatschappijen voor vluchten over grotere afstand. In 2008 was slechts 1% van de totale capaciteit gericht op vluchten van meer dan 5500 km, maar 10 jaar later is dit gegroeid naar 4%. Deze diensten zijn complexer in vergelijking tot vluchten op korte afstand, de vliegtuigen zijn groter en daardoor duurder, er zijn meer regels en toezichthouders en de vluchttijden zijn langer waardoor de kortere doorlooptijden op luchthavens minder voordeel oplevert. Norwegian heeft dit geprobeerd, maar heeft dit na een paar jaar al weer gestaakt.

## Reacties
Om beter te concurreren starten de grotere luchtvaartmaatschappijen een eigen lowcost-luchtvaartmaatschappij. Deze dochtermaatschappijen zijn nieuw opgericht of omgevormd van een feedermodel naar een lowfare-model om marktaandeel te kunnen behouden. In veel gevallen blijft de feeder-functie wel aanwezig. Voorbeelden hiervan zijn Transavia van Air France-KLM, Eurowings van Lufthansa en Jetstar van Qantas.
Verder zijn de traditionele maatschappijen ook in toenemende mate diensten gaan "ontbundelen", waarbij de passagiers moet (bij)betalen voor bijvoorbeeld koffers in het bagageruim. 

## Lijst van lagekostenluchtvaartmaatschappijen
- Air Arabia
- Air Arabia Egypt
- Air Arabia Maroc
- AirAsia
- Air Busan
- Air Mekong
- Air One
- AirAsia Japan
- AirAsia Phillipines
- Airphil Express
- AirTran Airways
- Allegiant Air
- Amaszonas
- AnadoluJet
- Arkia Israeli Airlines
- Azul Brazilian Airlines
- Batavia Air
- Belle Air
- Blue Air
- Blue Panorama Airlines
- Cebu Pacific
- Citilink
- Corendon Airlines
- Eastar Jet
- EasyFly

- easyJet
- EuroLOT
- Eurowings
- Fastjet
- FireFly
- Flybe
- Flydubai
- FlyOne Armenia
- Frontier Airlines
- GoAir
- Iceland Express
- IndiGo
- Indonesia AirAsia
- Interjet
- Jazeera Airways
- Jeju Air
- Jet2.com
- Jet4you
- JetBlue Airways
- JetLite
- Jetstar Airways
- Jetstar Asia Airways
- Jetstar Japan

- Jin Air

- Juneyao Airlines
- Kulula.com
- LEVEL
- Lion Air
- Mandala Airlines
- Mango Airlines
- MASwings
- Nas Air
- Norwegian Air Shuttle
- Nok Air
- Pacific Airlines
- PAL Airlines (Chili)
- PAL Airlines (Canada)
- Peach
- Pegasus Airlines
- Peruvian Airlines
- RAK Airways
- Ryanair
- T'way Air
- Thai AirAsia
- Thai Smile
- Tiger Airways
- Tiger Airways Australia
- Transavia
- SATENA

- Scoot
- Shaheen Air International
- Skymark Airlines
- Smart Wings
- Solar Air
- South East Asian Airlines
- Southwest Airlines
- SpiceJet
- Spirit Airlines
- Spring Airlines
- Star Perú
- Sun Country Airlines
- SunExpress
- Sunwing
- VietJet Air
- Virgin America
- Viva Colombia
- VivaAerobus
- Volaris
- Volotea
- Vueling Airlines
- WestJet
- Wizz Air
- WOW air